# 曾庆元
曾庆元（1925年9月20日—2016年6月3日），男，江西泰和人，中国桥梁工程专家，中国工程院院士。

## 生平
1950年本科毕业于南昌大学，1956年毕业于清华大学。1999年当选为中国工程院院士。